# Sürstbach
Der Sürstbach (im Oberlauf Schiefelsbach, im Mittellauf auch Schleifmühlenbach) ist ein 7,3 km langer, rechter Nebenfluss des Steinbachs in den beiden nordrhein-westfälischen Kreisen Euskirchen und Rhein-Sieg.
Der Sürstbach ist ein feinmaterialreicher, silikatischer Mittelgebirgsbach.

## Name
Der Bach wurde im Jahr 865 als Sursa erstmals urkundlich erwähnt. Möglicherweise steht der Name in Zusammenhang mit dem indogermanischen Verbaladjektiv *su-ró- zum Verb *seu- „auspressen“ im Sinne von „ausgepresste, trübe Flüssigkeit“.

## Geographie

### Verlauf
Der Sürstbach entspringt nahe der Landesstraße 113 nördlich der Wasserscheide zwischen Ahr und Erft auf einer Höhe von 353 m ü. NHN im Ahrgebirge. Seine Quelle befindet sich auf dem Gebiet von Euskirchen zwischen den Ortschaften Kurtenberg und Scheuren.
Der Bach fließt vorwiegend in nordwestlicher Richtung. Nach einem kurzen Abschnitt in Euskirchen fließt der Bach in Rheinbacher Gebiet (Rhein-Sieg-Kreis) durch das Naturschutzgebiet Schiefelsbach und Zuflüsse. Er passiert die Ortschaften Kurtenberg und Eichen und durchfließt die Ortschaften Sürst und Loch. Westlich von Loch und bereits wieder auf Euskirchener Gebiet fließt er durch das Naturschutzgebiet Ohrbach, Steinbach und Sürstbach und nimmt er von links seinen Hauptzufluss Rauscheidsiefen  (auch Madbach) auf, in den die Madbachtalsperre entwässert.
Bei Schweinheim mündet er auf 215 m ü. NHN in den Swist-Zufluss Steinbach, der ab hier auch Ohrbach heißt.
Auf seinem 7,3 km langen Weg erfährt der Bach ein Gefälle von 138 Metern, was einem mittleren Sohlgefälle von 19 ‰ entspricht.

### Einzugsgebiet
Das rund 17,2 km² große Einzugsgebiet des Sürstbachs befindet sich überwiegend im Münstereifeler Wald und wird durch ihn über den Steinbach, die Swist, die Erft und den Rhein in die Nordsee entwässert.
Es grenzt
- im Osten an das Einzugsgebiet von Wallbach und Eulenbach;
- im Süden an das der Ahr und
- im Westen an das des Steinbachs.

Das Einzugsgebiet ist überwiegend bewaldet und in den Auen finden sich landwirtschaftliche Nutzflächen.

### Zuflüsse
Der größte Zufluss des Sürstbachs ist mit einer Länge von 4,6 km der von links kommende Rauscheidsiefen.
| Stat. in km | Name            | GKZ       | Lage   | Länge in km | EZG in km² | MQ in l/s | Mündungshöhe in m ü. NHN | Bemerkungen             |
| ----------- | --------------- | --------- | ------ | ----------- | ---------- | --------- | ------------------------ | ----------------------- |
| 006,50      | N.N.            | 274264-12 | rechts | 000,9070    | 0000,7000  | 0003,080  | 32000000                 |                         |
| 005,20      | Hunnensiefen    | 274264-2  | links0 | 002,2480    | 0001,5980  | 0006,850  | 29200000                 |                         |
| 002,30      | Rauscheidsiefen | 274264-4  | links0 | 004,5740    | 0004,0770  | 0014,870  | 24500000                 | auch Madbach            |
| 001,60      | Düffelsiefen    | 274264-6  | links0 | 002,3390    | 0001,0080  | 0002,750  | 23500000                 |                         |
| 001,40      | Kohlsiefen      | 274264-8  | links0 | 002,9840    | 0002,2350  | 0005,470  | 23400000                 |                         |
| 000,00      | Sürstbach       | 274264    |        | 007,3000    | 0017,340   | 0059,290  | 21500000                 | mündet in den Steinbach |

Anmerkungen zur Tabelle
1. ↑  Gewässerkennzahl, in Deutschland die amtliche Fließgewässerkennziffer mit zur besseren Lesbarkeit eingefügtem Trenner hinter dem Präfix, das einheitlich für den allen gemeinsamen Vorfluter Sürstbach steht.
2. ↑  Die Daten des Sürstbachs zum Vergleich

### Madbachtalsperre
Die Madbachtalsperre ist eine Talsperre auf dem Gebiet der Stadt Euskirchen südlich der Ortschaft Queckenberg in der Eifel zur Brauchwassergewinnung und ein Naherholungsgebiet.